# I. e. 67
Évszázadok: i. e. 2. század – i. e. 1. század – 1. század
Évtizedek: i. e. 110-es évek – i. e. 100-as évek – i. e. 90-es évek – i. e. 80-as évek – i. e. 70-es évek – i. e. 60-as évek – i. e. 50-es évek – i. e. 40-es évek – i. e. 30-as évek – i. e. 20-as évek – i. e. 10-es évek
Évek: i. e. 72 – i. e. 71 – i. e. 70 – i. e. 69 –  i. e. 68 – i. e. 67 – i. e. 66 – i. e. 65 – i. e. 64 – i. e. 63 – i. e. 62

## Események

### Róma
- Manius Acilius Glabriót és Caius Calpurnius Pisót választják consulnak.
- Elfogadják Lucius Roscius Otho néptribunus törvényjavaslatát, amely a közösségi látványosságokon a szenátorok mellett a lovagi rend tagjainak is ülőhelyet biztosít az első tizennégy sorban. A Lex Acilia et Calpurnia ambitu törvény a szenátori rendből és a további állami tisztségekből való végleges kizárással bünteti a választási csalást és a vesztegetést.
- Külön törvény, a Lex Gabina de piratis persequendis ruházza fel Cnaeus Pompeiust a kalózok elleni harchoz szükséges jogosultságokkal. Ötszáz hajó, százhúszezer gyalogos és ötezer lovas áll rendelkezésére és a felmerülő költségeket az államkincstár állja.
- Pompeius 40 nap alatt megtisztítja a Földközi-tenger nyugati felét a kalózoktól, majd újabb 40 nap alatt a keletit is. A kalózok kilikiai erődjei nagyrészt ellenállás nélkül megadják magukat. A kalózok kegyelmet kapnak, de mintegy 20 ezret másutt (főleg Görögországban és Kis-Ázsiában) telepítenek le.
- A krétai kalózok Pompeiustól kérnek békét, pedig a sziget városait Quintus Caecilius Metellus ostromolja és végül ő is fejezi be a megszállását.
- A harmadik mithridatészi háborúban míg Lucullus Örményországban harcol, VI. Mithridatész váratlanul betör Pontoszba és a zelai csatában legyőzi Gaius Valerius Triarius legatus két légióját. Lucullusnak majdnem zendüléssel kell szembenéznie, mert sógora, Publius Clodius Pulcher, feltehetően Pompeius felbujtására ellene hangolja a katonáit; végül visszavonul Kis-Ázsiába és hagyja, hogy Mithridatász és II. Tigranész örmény király visszafoglalja a rómaiak által megszállt országaikat.

## Júdea
- Meghal Salome Alexandra júdeai királynő. Utóda idősebb fia, II. Hürkanosz, akinek öccse, Arisztobulosz három hónappal később fellázad ellene.

## Születések
- Sextus Pompeius, római hadvezér és politikus

## Halálozások
- Salome Alexandra, júdeai királynő
- Lucius Cornelius Sisenna római politikus és történetíró

## Fordítás
- Ez a szócikk részben vagy egészben  a(z)   67 av. J.-C. című francia Wikipédia-szócikk ezen változatának fordításán alapul.  Az eredeti cikk szerkesztőit annak laptörténete sorolja fel. Ez a jelzés csupán a megfogalmazás eredetét és a szerzői jogokat jelzi, nem szolgál a cikkben szereplő információk forrásmegjelöléseként.